# Exoristobia macrocerus
Exoristobia macrocerus är en stekelart som först beskrevs av Masi 1917.  Exoristobia macrocerus ingår i släktet Exoristobia och familjen sköldlussteklar. Inga underarter finns listade i Catalogue of Life.